# 望月理恵
望月 理恵（もちづき りえ、1972年2月8日 - ）は、日本のフリーアナウンサー、タレント、実業家、YouTuber。通称はモッチー。所属事務所はセント・フォース。2021年から事務所の取締役を務める。

## 来歴
兵庫県明石市出身。兵庫県立明石南高等学校（1990年卒業）、神戸山手女子短期大学卒業。
1994年、『世界ふしぎ発見!』（TBS）のミステリーハンターのオーディションに合格。板東英二事務所に所属し、板東英二の付き人も務めた。ミステリーハンター初登場は第424回「日本ポルトガル交流史　男と女の500年物語」（1994年11月12日放送）。 1997年までミステリーハンターを担当し、その後はセント・フォースへ移籍。
2003年秋に、バーベキューパーティーで知り合った2歳年下の僧侶と結婚。レギュラー出演していた『土曜LIVE ワッツ!?ニッポン』（フジテレビ）を降板。
2004年10月から山岡三子の後を継ぎ、『ズームイン!!サタデー』（日本テレビ）の女性司会者となる。
2015年4月1日、公式ブログにて離婚したことを報告。
2021年6月16日、所属するセント・フォースの取締役に就任することが明らかになった。
2022年3月、『ズームイン!!サタデー』を卒業。

## 人物
- 身長162cm。靴のサイズ22.0cm。血液型O型。
- 趣味は料理。フードコーディネーターの資格を保有している[7][8]。
- 兄がいる[9]。
- 事務所の後輩である杉崎美香とは、先輩後輩の垣根を越えた親交を持つ。互いのスケジュールに空きがあれば食事をともにし、その様子をブログにアップしている[10]。2025年現在においてテレビ・ラジオでの共演はないが、セント・フォース携帯サイト内の「麗しのセン女」にて共演し、会員限定でトークを公開している。
- 読売ジャイアンツのファン[11]。

## 出演
★：出演中

### テレビ
- ズームイン!!サタデー（2004年10月2日 - 2022年3月26日、日本テレビ）
- 筋肉番付（TBS）
- 世界・ふしぎ発見! ※ミステリーハンターとして10回出演（1994年11月12日 - 1997年12月13日、TBS）[3]
- 土曜LIVE ワッツ!?ニッポン（2002年4月 - 2003年9月、フジテレビ）
- エブナイSATURDAY（2000年 - 2002年、フジテレビ）
- ラブ・レボリューション（2001年、フジテレビ）
- フロンティア（1994年 - 1995年、テレビ朝日）
- 野ブタ。をプロデュース（2005年、日本テレビ）
- ブランサンク(Blanc V)（テレビ東京）
- 女魂（2005年 - 2006年、名古屋テレビ）
- 評判!なかむら屋（朝日放送）
- WOWOW TENNIS Walk on!（WOWOW） - MC，月1回レギュラー
- Foo Dictionary（BS朝日）
- 熱中時代（2011年4月9日、日本テレビ）
- ドン★キホーテ（2011年、日本テレビ）
- 怪盗 山猫 第5話（2016年2月13日、日本テレビ） - リポーター 役
- チャンネル生回転TV Allザップ!（2014年10月 - 2015年3月27日 毎週火・木曜、BSスカパー!）
- DAIGOの!世界きまぐれリモートツアー（2021年10月5日 - 、BS日テレ）★
- 趣味どきっ!「Mr.マリックの誰でもマジック」（2022年4月4日 - 5月30日、NHK Eテレ） - MC
- 世界一受けたい授業（2022年7月10日、日本テレビ）
- ぶらり途中下車の旅（日本テレビ） - 旅人
  - 都営大江戸線の旅（2022年8月27日）
  - 京急線の旅（2022年12月10日）
  - 江ノ電の旅（2023年6月10日）
  - 京王線の旅（2023年11月11日）
  - 小田急線の旅（2024年3月16日）
  - 東西線の旅（2024年8月24日）
  - 新春２時間スペシャル！東海道線の旅（2025年1月4日）
  - 中央線の旅（2025年4月19日）
- DayDay.（2024年4月 - 、日本テレビ） - 月曜レギュラー★
- THE TIME,（2025年2月4日 - 25日、2025年4月1日 -、TBSテレビ） - 火曜日マンスリーレギュラーのち火曜日レギュラー ★

### 舞台
- READPIA朗読劇『風の聲 ～妖怪大戦争 外伝～』（ところざわサクラタウンジャパンパビリオン ホールA） - 風女 役[12]

### ラジオ
- エモーショナルビート（TOKYO FM）
- 週末五楽王（TOKYO FM）
- NOEVIR WEEKEND AVENUE＠NY（TOKYO FM）
- TOKYO CONCIERGE（J-WAVE）
- ピートム.Comic Jack（朝日放送）
- Blue Ocean（2008年10月 - 2012年3月30日、TOKYO FM）
- NOEVIR Color of Life (TOKYO FM）
- 秘密の本棚（ABCラジオ）
- 金曜ブラボー。（2015年4月3日 - 2018年9月21日、ニッポン放送）

### 書籍
- モッチーズキッチン（イーストブレス）
- この世のメドレー 町田康著 毎日新聞社 ※名前表記の一文だけ